# Odzywka zaporowa
Odzywka zaporowa lub odzywka blokująca (ang. preemptive bid) – odzywka, dawana zwykle z przeskokiem, mająca na celu utrudnienie lub nawet uniemożliwienie przeciwnikom osiągnięcia optymalnego kontraktu poprzez zabranie im przestrzeni licytacyjnej.
Przy zgłaszaniu odzywki zaporowej bierze się pod uwagę możliwość przegrania kontraktu zapowiedzianego tą odzywką, ale spodziewana strata powinna być mniejsza od straty wynikającej z wygrania przez przeciwników własnego kontraktu.
Odzywki zaporowe opierają się przede wszystkim na sile układowej karty, która wynika z posiadania jednego lub dwóch długich kolorów. Poziom zgłaszanej odzywki wyznaczany jest wysokością zapisu za wpadki z kontrą.
Ogólna zasada zwana Prawem Dwóch i Trzech Culbertsona mówi, że wpadka powinna być ograniczona do 500 punktów, czyli do bez dwóch z kontrą po partii i bez trzech z kontrą przed partią.
Szczegółowa kalkulacja zależy każdorazowo od konkretnej sytuacji licytacyjnej.